# Trzy metry nad niebem (film)
Trzy metry nad niebem (hiszp. Tres metros sobre el cielo) – hiszpański melodramat z 2010 roku w reżyserii Fernando Gonzáleza Moliny. Adapatacja powieści pod tym samym tytułem autorstwa Federico Moccii. Zdjęcia kręcono w Barcelonie.

## Fabuła
Film opowiada historię miłości dwojga ludzi z dwóch zupełnie różnych światów. Babi to dziewczyna z dobrego domu, dobrze wychowana i wykształcona. Pewnego razu spotyka Hache, chłopaka-buntownika, impulsywnego i nieodpowiedzialnego, który ma apetyt na ryzyko i niebezpieczeństwo, zwłaszcza w nielegalnych wyścigach motocyklowych. Ku swemu zdziwieniu oboje zakochują się w sobie. Przeżywają różne przygody, które działają na ich przyszłość.

## Obsada
- María Valverde – Babi
- Mario Casas – Hache
- Marina Salas – Katina
- Diego Martín – Alejandro
- Nerea Camacho – Dani
- Andrea Duro – Mara
- Álvaro Cervantes – Pollo
- Marcel Borras – Chico
- Luis Fernandez – Chino